# Ilaski Serrano
Ilaski Serrano Urkidi (Bermeo, Vizcaya, 9 de marzo de 1976) es una periodista, locutora y presentadora de televisión vasca. Es licenciada en Periodismo y Antropología por la Universidad del País Vasco.
En 1997 empezó a trabajar en la emisora de radio Gaztea siendo locutora de programas como Top Gaztea y Argi ibili. El año 2000 complementa su labor radial con la televisión, presentando programas infantiles (Betizu, Betimu, Betizu Arena y Betishow) y programas de entretenimiento (KTMǃ y Kuxkuxeroak). Entre 2006 y 2013 presentó el concurso Mihiluze, emitido por ETB1, su programa más popular. Posteriormente, pasó a trabajar en programas relacionados con servicios informativos, como por ejemplo Airean (2013-2014), Azpimarra (2015-2016) y Ahoz aho (2016-2022). En 2020 presentó el programa de entrevistas llamado Berben Lapicoa. Además ha presentado diversos espectáculos culturales (On Stage, concursos de danza, festivales, Korrika, entre otros. A partir del 2022 vuelve a presentar Mihiluze junto al periodista y humorista Antton Tellería.

## Carrera

### Televisión
| Año           | Programa                 | Canal           | Notas                                                 |
| ------------- | ------------------------ | --------------- | ----------------------------------------------------- |
| 2000          | KTMǃ                     | ETB1            | Invitada (episodio 1), presentadora                   |
| 2000-2002     | Betizu                   | ETB1            | Presentadora                                          |
| 2000-2002     | Betimu                   | ETB1            | Presentadora                                          |
| 2000-2001     | Betizu Arena             | ETB1            | Presentadora                                          |
| 2001          | Festaro                  | ETB1            | Invitada                                              |
| 2001-2002     | Betishow                 | ETB1            | Presentadora                                          |
| 2002          | Kaixo 2002               | ETB1            | Invitada                                              |
| 2003          | Kaixo 2003               | ETB1            | Invitada                                              |
| 2003-2005     | Kuxkuxeroak              | ETB1            | Presentadora, reportera                               |
| 2003          | Sorginen laratza         | ETB1            | Invitada                                              |
| 2003, 2009    | Martin                   | ETB1            | Invitada especial (episodio 2, como ella misma/Miren) |
| 2003          | Sorginen laratza         | ETB1            | Invitada                                              |
| 2005          | Ikusgela                 | ETB1            | Invitada                                              |
| 2006-2013     | Mihiluze                 | ETB1            | Presentadora (temporada 1.117)                        |
| 2006          | Date el bote             | ETB2            | Invitada especial (especial episodio 1000)            |
| 2007          | Mi querido Klikowsky     | ETB2            | Invitada (episodio 1)                                 |
| 2009          | Euskal Kantuen Gaua 2009 | ETB1            | Presentadora                                          |
| 2010          | Uyyyyy!                  | ETB2            | Invitada (episodio 1)                                 |
| 2011          | Anitzele                 | ETB1            | Invitada (episodio 1)                                 |
| 2011          | Finlandia                | ETB1            | Invitada (episodio: "Ilaski Serrano")                 |
| 2011          | Kresala                  | ETB1            | Invitada (episodio 1)                                 |
| 2011, 2013    | Goenkale                 | ETB1            | Cameoa (episodio 2, como ella misma/azafata)          |
| 2011          | Euskal Kantuen Gaua 2011 | ETB1            | Presentadora                                          |
| 2012          | Ai amaǃ                  | ETB1            | Invitada (episodio 1)                                 |
| 2012          | Kontuz, atsuakǃ          | ETB1            | Invitada (episodio "ETBn")                            |
| 2012          | Euskal Kantuen Gaua 2012 | ETB1            | Invitada                                              |
| 2013          | Badu, bada               | ETB1            | Invitada (episodio: "Ilaski Serrano")                 |
| 2013-2014     | Airean                   | ETB1            | Reportera, presentadora                               |
| 2013-2019     | Hitzetik Hortzera        | ETB1 / ETB4     | Presentadora                                          |
| 2013          | Euskal Kantuen Gaua 2013 | ETB1            | Presentadora                                          |
| 2014          | Kontrako eztarria        | ETB1            | Cameo (episodio 1)                                    |
| 2015-2020     | Oholtzan                 | ETB1            | Presentadora                                          |
| 2015-2016     | Azpimarra                | ETB1            | Presentadora                                          |
| 2015          | Zuek Hor                 | ETB1            | Entrevistador invitado (episodio 1)                   |
| 2016          | Berandu baino lehen      | ETB1            | Invitada (episodio: "Anje Duhalde e Ilaski Serrano")  |
| 2016-2022     | Ahoz aho                 | ETB1            | Presentadora                                          |
| 2017          | Burubero                 | ETB1            | Invitada especial (episodio 2)                        |
| 2017          | Herri txiki kantari 2017 | ETB1            | "Aske maitte" (presentadora)                          |
| 2019-2020     | Gure kasa                | ETB1            | Invitada (episodio 2ː "Ilaski Serrano")               |
| 2019          | Badator Korrika          | ETB1            | Presentadora                                          |
| 2019          | Egunak egin du           | ETB1            | Colaboradora (episodio 1)                             |
| 2019          | Gabonǃ Kantatzera gatozǃ | ETB1            | "Arratsalde honetan" (presentadora)                   |
| 2020          | Kulturunea               | eitb.eus / ETB1 | Presentadora (12 episodios)                           |
| 2020          | Berben lapikoa           | ETB1            | Presentadora y directora (sesión 30)                  |
| 2020          | Txupinazoa gogoratuz     | ETB1            | Sesión especial                                       |
| 2020          | Gaur Egun                | ETB1            | Reportera                                             |
| 2020          | Teleberri                | ETB2            | Reportera                                             |
| 2020          | Biba zuekǃ               | ETB1            | Invitada (episodio 1)                                 |
| 2020          | Gabonǃ Kantatzera gatozǃ | ETB1            | "Zeinen ederra izango den" (actualidad de ETB)        |
| 2021          | Eztabaidan               | ETB1            | Presentadora (en reemplazo de Klaudio Landa)          |
| 2021-presente | Piztu telebista          | ETB 1           | Presentadora (voz en off)                             |
| 2022          | Intimidad                | Netflix         | Cameo (episodio 1)                                    |
| 2022          | Lau Teilatu              | ETB1            | Presentadora (4 episodios)                            |
| 2022          | Edozein herriko...       | ETB1            | Presentadora invitada (Aste Nagusia)                  |
| 2022-presente | Mihiluze                 | ETB1            | Presentadora                                          |
| 2022-presente | Artefaktua               | ETB1            | Presentadora                                          |
| 2023 (agosto) | Aste Nagusia, Bilbo      | ETB1            | Corresponsal                                          |

### Radio
- Top Gaztea (Gaztea)
- Argi ibili (Gaztea, 2000)
- Oilategia (Euskadi Irratia, 2011-2013)
- Graffiti (Radio Euskadi, 2017-2019)